# 여주시의 향토유적
여주시의 향토유적은 다음 각 호에 해당하는 것을 말한다.
1. 「문화재보호법」 및 「경기도 문화재 보호 조례」에 따라 문화재로 지정되지 아니한 것으로서 향토의 역사, 예술상 가치가 있는 것과 이에 준하는 고고 자료
2. 향토 문화재로서 보존가치가 있을 것으로 기대되는 유적
3. 향토문화, 토속, 풍속을 연구하는데 필요한 자료

## 지정 목록
| 번호 | 그림 | 명칭                          | 소재지                          | 소유자 (관리자) | 지정·해제일자         | 비고 |
| ---- | ---- | ----------------------------- | ------------------------------- | --------------- | --------------------- | ---- |
| 1호  |      | 미상                          |                                 |                 |                       |      |
| 2호  |      | 미상                          |                                 |                 |                       |      |
| 3호  |      | 원유남 선생묘 (元裕男 先生墓) | 여주시 북내면 장암리 348-1      | 원은상          | 1986년 4월 10일 지정  |      |
| 4호  |      | 민정중 선생묘                 | 여주시 상거동 산 21-8           | 권오진          | 1986년 4월 10일 지정  |      |
| 5호  |      | 민유중 선생묘                 | 여주시 능현동 산 46-23          | 이경호          | 1986년 4월 10일 지정  |      |
| 6호  |      | 민진후 선생묘                 | 여주시 가남읍 안금리 120-6      | 민정기          | 1986년 4월 10일 지정  |      |
| 7호  |      | 홍영식 선생묘                 | 여주시 흥천면 문장리 산82       | 홍원표          | 1986년 4월 10일 지정  |      |
| 8호  |      | 최시형 선생묘                 | 여주시 금사면 주록리 산138      | 한경희          | 1986년 4월 10일 지정  |      |
| 9호  |      | 박준원 선생묘 및 신도비       | 여주시 가업동 산7-48            | 양창순          | 1986년 4월 10일 지정  |      |
| 10호 |      | 매산서원                      | 여주시 세종대왕면 번도리 321-4  | 문병옥          | 1986년 4월 10일 지정  |      |
| 11호 |      | 단종 어수정                   | 여주시 대신면 상구리 92-1       | 서대석          | 1986년 4월 10일 지정  |      |
| 12호 |      | 임원준 선생묘                 | 여주시 능현동 산25-5            | 민경진          | 1986년 4월 10일 지정  |      |
| 13호 |      | 미상                          |                                 |                 |                       |      |
| 14호 |      | 신접리 고인돌                 | 여주시 천송동 297-20            | 여주시장        | 1996년 1월 11일 지정  |      |
| 15호 |      | 길수익 효자비                 | 여주시 세종대왕면 왕대리 200-1  | 선산길씨 종중   | 1996년 3월 28일 지정  |      |
| 16호 |      | 이계전 묘                     | 여주시 점동면 사곡리 산18-1     | 한산이씨 종중   | 1996년 10월 26일 지정 |      |
| 17호 |      | 의병장 이인영생가             | 여주시 북내면 상교리 37-6       | 이덕영          | 2011년 11월 7일 지정  |      |
| 18호 |      | 충희공 이인손 묘              | 여주시 세종대왕면 신지리 237-1  | 이용돈          | 2012년 7월 11일 지정  |      |
| 19호 |      | 주어사지                      | 여주시 산북면 주어리 산106      | 여주시장        | 2012년 7월 11일 지정  |      |
| 20호 |      | 여주 마암 (驪州 馬巖)         | 여주시 주내로 13 (상동)         | 여주시장        | 2012년 8월 27일 지정  |      |
| 21호 |      | 여주 입암 (驪州 笠巖)         | 여주시 세종대왕면 왕대리 922-17 | 여주시장        | 2012년 8월 27일 지정  |      |
| 22호 |      | 구곡사 석불입상               | 여주시 가업동 155-24            | 이영희          | 2014년 1월 8일 지정   |      |
| 23호 |      | 완양부원군 이충원 묘          | 여주시 산북면 백자리 산7-1      | 이은형          | 2015년 11월 11일 지정 |      |

## 참고 문헌
- 여주시 홈페이지 - 고시/공고